# 库纳戈陶
库纳戈陶，是匈牙利贝凯什州所辖的一个村。总面积63.96平方公里，总人口2654，人口密度41.5人/平方公里（2011年1月1日）。